# Cerova (Gornji Milanovac)
Pour les articles homonymes, voir Cerova.
Cerova (en serbe cyrillique : Церова) est un village de Serbie situé dans la municipalité de Gornji Milanovac, district de Moravica. Au recensement de 2011, il comptait 74 habitants.

## Démographie
| 1948 | 1953 | 1961 | 1971 | 1981 | 1991 | 2002 | 2011 |
| ---- | ---- | ---- | ---- | ---- | ---- | ---- | ---- |
| 438  | 417  | 346  | 305  | 230  | 173  | 112  | 74   |

|  |